# (5250) Jas
(5250) Jas est un astéroïde de la ceinture principale.

## Description
(5250) Jas est un astéroïde de la ceinture principale. Il fut découvert le 21 août 1984 à l'Observatoire Kleť par Antonín Mrkos. Il présente une orbite caractérisée par un demi-grand axe de 2,68 UA, une excentricité de 0,19 et une inclinaison de 13,5° par rapport à l'écliptique.

## Compléments